# Thüringer Polizei
Die Thüringer Polizei ist die Landespolizei des Freistaates Thüringen mit ca. 6800 Bediensteten, darunter 5704 Polizeivollzugsbeamte (Stand Oktober 2023).
Sie ist untergliedert in eine Landespolizeidirektion (LPD), das Landeskriminalamt (LKA) und die Polizeibildungseinrichtungen (PBE). Der LPD sind sieben Landespolizeiinspektionen (LPI), die Bereitschaftspolizei (BPTH) und die Autobahnpolizeiinspektion (API) inklusive drei weiterer Autobahnpolizeistationen nachgeordnet. Die PBE umfassen die Fachhochschule für öffentliche Verwaltung, Fachbereich Polizei sowie das Bildungszentrum der Thüringer Polizei.

## Geschichte
Vor 1920 existierte der Freistaat Thüringen nicht, stattdessen existierten auf dem Gebiet die Kleinstaaten Sachsen-Weimar-Eisenach, Sachsen-Gotha, Sachsen-Meiningen, Sachsen-Altenburg, Schwarzburg-Rudolstadt, Schwarzburg-Sondershausen und Volksstaat Reuß. In diesen Staaten gab es die Gendarmerie oder Feldjäger.
Die Gendarmerie- und Feldjägerkommandos waren kommunale Polizeibehörden, welche militärisch ausgerichtet waren und ihren Ursprung in den Jahren 1809 bis 1855 hatten. Als einziger Staat hatte Sachsen-Meiningen ein Feldjägerkorps, alle anderen aufgeführten Staaten besaßen Gendarmeriekorps. Ihr Aufgabe bestand darin, die öffentliche Ruhe, Ordnung und Sicherheit aufrechtzuerhalten.
Sie waren vorwiegend auf dem Land stationiert und jeweils gleich für mehrere Gemeinden zuständig. Sie bestanden bis zum 1. Oktober 1922 und wurden dann aufgelöst.
In den Städten Gera , Jena, Weimar, Gotha und Zella-Mehlis gab es Stadtpolizeikommandos mit Strassen- und Kriminalpolizei.

### Weimarer Republik (1920–1930)

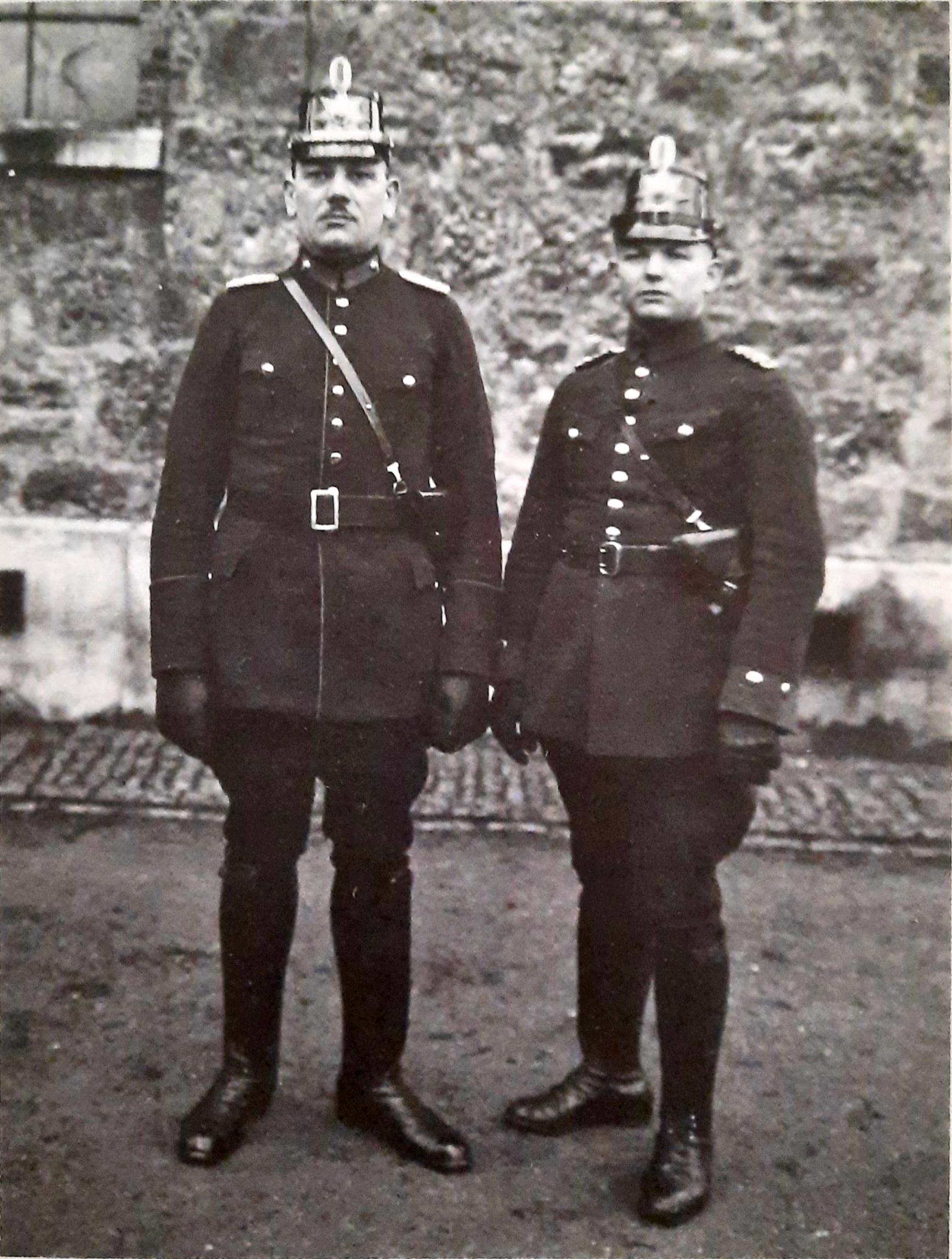
Offizier und Wachtmeister der kommunalen Polizei (1924)

Am 20. April 1920 schlossen sich die sieben Einzelstaaten mit der Wirkung zum 1. Mai 1920 zu einem Land Thüringen zusammen. Mit dem Zusammenschluss und den 1. Thüringer Landtagswahlen mit anschließender Regierungsbildung entstanden auch Ministerien. Als oberste Dienstbehörde der Polizei im Land wurde das Ministerium des Inneren gegründet, welches eine Polizeiabteilung besaß. Zuständig war diese für die Angelegenheiten der Gendarmerie, der allgemeinen Verwaltung, für Organisationsfragen, Beamtenvertretungen, Beamtenbesoldungen, Disziplinarsachen, Anstellungsverhältnisse der Polizei und dem Flurschutz.
Mit dieser Schaffung der neuen Strukturen in Thüringen entstand die Thüringer Polizei, untergliedert in die Landespolizei, die kommunale Polizei, die Gendarmerie und das Landeskriminalamt. Dabei war die kommunale Polizei, anders als heute, in das Aufgabengebiet der Städte und Gemeinden eingegliedert und der Bürgermeister für Polizei und ihre Aufgaben zuständig. Die Gendarmerie bestand ab 1922 als Kreispolizeibehörde und hatte einen Kommissar sowie ihm unterstellte Beamte. Anfangs noch unter der Leitung des Innenministeriums, wurde die Gendarmerie am 10. Juli 1926 den Kreisämtern unterstellt. Insgesamt verfügte sie 1928/29 über 15 Kommissare und 315 Kommissariate mit 339 Beamten. Eingesetzt wurden sie für Verwaltungsaufgaben und selbstständige polizeiliche Maßregeln und durften bei Gefahr in Verzug auch die Aufgaben der Ortspolizisten in den Kommunen übernehmen.
Zum 3. Juli 1922 wurde beim Thüringer Innenministerium eine Kriminalabteilung (Abteilung K) eingerichtet, welche direkt dem Minister unterstand und sich aus kommunalen Kriminalbeamten zusammensetzte. Zuständig waren diese ausschließlich für „Angelegenheiten im Zusammenhang mit Vereinen, Verbänden und Personen die staatsfeindliche Zwecke verfolgten sowie auf verbotene und aufgelöste Vereine und Vereinigungen“, was einer politischen Polizei gleichkam. Am 24. April 1923 wurde im Land das Landeskriminalpolizeiamt gegründet, das aus der Abteilung K hervorging und als eigenständige Behörde fungierte. Dessen Aufgaben waren ähnlich gehalten, erweiterten sich aber um die Bereiche Spionagebekämpfung und Ahndung aller Verstöße gegen das „Republikschutzgesetz“.
Die Landespolizei des Freistaates Thüringen wurde am 3. Dezember 1920 als „kasernierte Polizei“ mit einer Stärke von 1200 Beamten eingerichtet. Die Verteilung der Einheiten fand an fünf zentralen Standorten des Landes statt, zu denen die Städte Altenburg, Gera, Gotha, Hildburghausen und Weimar gehörten. Sie gliederte sich in Scharen von jeweils 130 Mann, wobei zwei Scharen eine Abteilung ergaben, mit dem Ziel der Unterstützung der Gendarmerie und zur Niederschlagung von Widerständen und Krawallen.
Bereits 1922 fand eine Umstrukturierung der Standorte statt, der Standort Hildburghausen wurde aufgelöst und in die anderen Bereich eingegliedert, 1923 erfolgte eine weitere Veränderung, als der Standort Altenburg aufgelöst und in Zella-Mehlis neu aufgebaut wurde. Das erste Landespolizeibeamtengesetz entstand am 15. April 1925 und regelte alle Belange um die Einstellung, Dienstzeit und Besoldung der Polizeibeamten im Freistaat. Seit 1922 gab es im Freistaat auch zwei Polizeischulen, in Sondershausen für die Landespolizei und in Jena für alle anderen Polizeilaufbahnen.

### Vor dem dritten Reich (1930–1933)
Mit der Wahl zum 5. Thüringer Landtag änderten sich die Mehrheitsverhältnisse und es wurde eine Regierung unter Beteiligung der NSDAP gebildet. Dabei übernahm das bisherige Innenministerium der NSDAP-Politiker Wilhelm Frick, was zuallererst zu einer Änderung des Ministeriums in „Volksbildungs- und Innenministerium“ führte. Ein viertel Jahr später brachte Frick ein Ermächtigungsgesetz in den Landtag ein, welches mit einfacher Mehrheit angenommen wurde und ebenso wie das spätere Gesetz im Reich die Regierung mit umfangreichen Befugnissen ausstattete, welche auch auf die Polizei deutlichen Einfluss nahmen.
So wurden die kommunale Polizei, die Gendarmerie und die Landespolizei verstaatlicht und in eine „uniformierte Schutzpolizei“ umgewandelt sowie die staatlichen Polizeiverwaltungen zusammengeführt, womit sich Frick eine starke Polizeitruppe schuf, welche unter seiner direkten Befehlsgewalt stand. Weitere Veränderungen hatten Einfluss auf das Landeskriminalamt und die Höhere Polizeischule Jena, welche in der Folge aufgelöst wurden. Die Ausbildung der Polizeibeamten fand nun zentral am Standort Sondershausen statt.
1932 erfolgte die 6. Thüringer Landtagswahl mit deutlichen Zugewinnen der NSDAP, welche stärkste Fraktion wurde und alle Minister der neuen Regierung stellte. Neuer Innenminister wurde Fritz Sauckel. Bis zur kompletten Machtergreifung der Nationalsozialisten erfolgten keine grundlegenden organisatorischen Veränderungen bei der Polizei, jedoch wurden alle Schlüsselpositionen mit NSDAP-Politikern oder -Mitgliedern besetzt. 1933 erfolgte dann die Gleichschaltung des Freistaates und die Auflösung aller bisherigen Polizeibehörden. Die Polizeiaufgaben übernahmen fortan andere staatliche Institutionen.

### Zu Zeiten der DDR (1945 bis 1989/1990)
Nach dem Zweiten Weltkrieg, während der Deutschen Demokratischen Republik bis zum 3. Oktober 1990, bestand nur indirekt eine „Thüringer Polizei“. Vorwiegend gab es in der gesamten DDR die Volkspolizei, darunter drei Bezirksbehörden mit sieben Direktionsbereichen innerhalb des heutigen Thüringen.

### Neuaufbau in der Bundesrepublik (1990–2000)

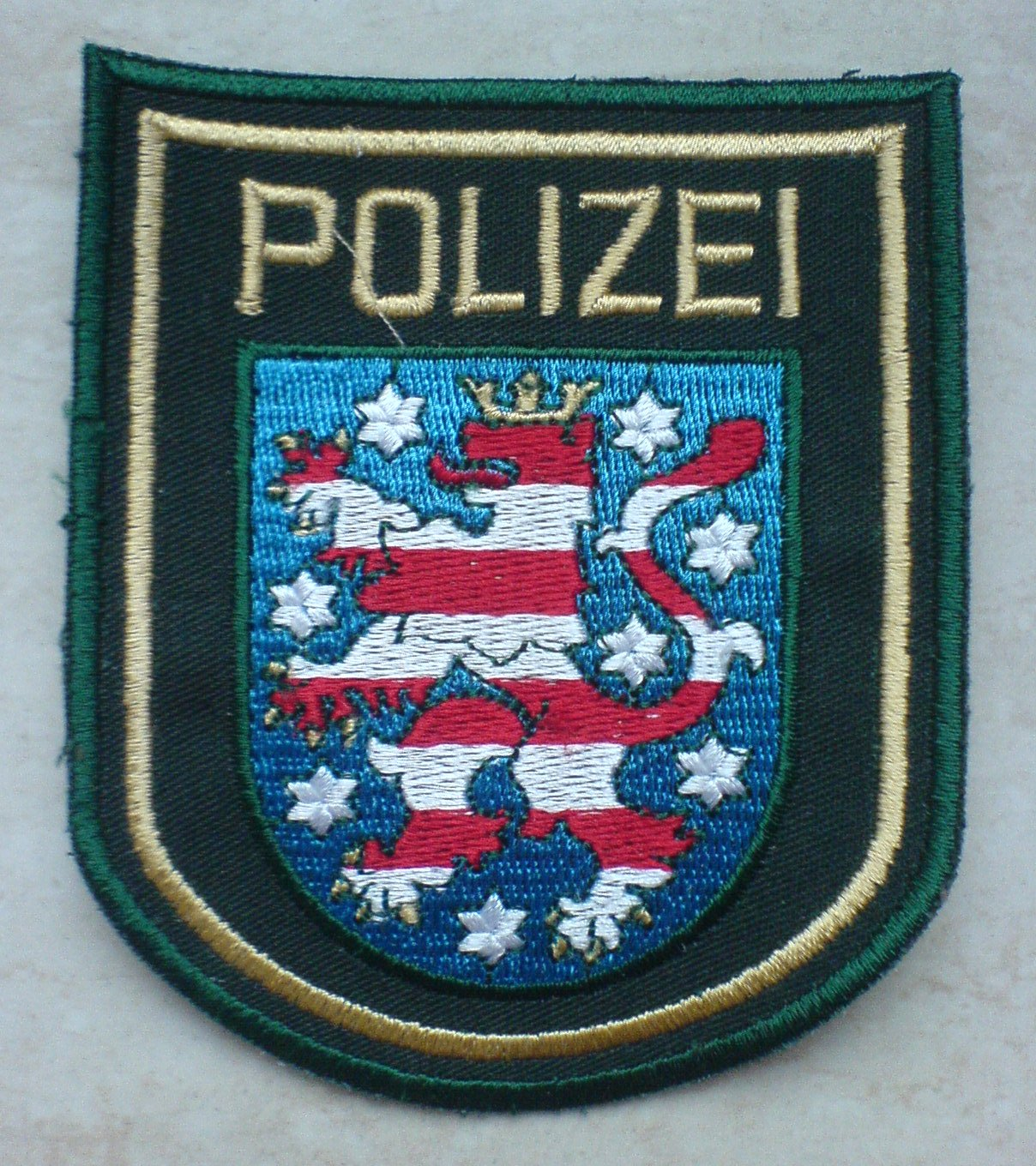
Altes grünes Hoheitsabzeichen der Thüringer Polizei

Am 3. Oktober 1990 gründete sich mit dem Beitritt der DDR zur Bundesrepublik Deutschland die Polizei des Freistaates Thüringen neu.
Mit der Neugründung strukturierte sich im Juli 1991 die Thüringer Polizei von den drei ehemaligen Bezirksbehörden der DDR, in sieben Direktionsbereiche mit jeweils vier bis sieben Gebietsinspektionen und je einer Kriminal- und Verkehrspolizeiinspektion sowie einer Inspektion für die Zentralen Dienste. Über den sieben Direktionsbereichen stand das Polizeipräsidium. Neben den Direktionsbereichen und dem Polizeipräsidium entstand die Bereitschaftspolizei und das Polizeiverwaltungsamt. Hinzu kam das Landeskriminalamt Thüringen, welches jedoch erst nach Auflösung des Zentralen Landeskriminalamtes der fünf neuen Bundesländer gebildet wurde.
Den ersten Polizeihaushalt gab es 1992, in welchem festgelegt war, welche Investitionen und wie viele Neueinstellungen bzw. Beförderungen es gab. 1994 wurde bekannt, dass die SPD das Polizeipräsidium auflösen und die Aufgaben dessen auf die Polizeidirektionen übertragen wolle, was nach langer und kontroverser Diskussion am 31. Dezember 1997 geschah.

### Jahrtausendwende bis 2020
2011 wurden Pläne bekannt, dass die Thüringer Polizei einer Strukturreform unterzogen werden solle und am 13. Oktober stellte der damalige Innenminister Jörg Geibert sein Eckpunktepapier dem Thüringer Landtag zur Billigung vor. Vorgesehen war die Umbenennung der Polizeidirektionen zu Polizeiinspektionen einhergehend mit der Schaffung einer zentralen Landespolizeidirektion als Führungs- und Einsatzleitstelle, das einrichten einer landesweiten Einsatzzentrale (Polizeileitstelle), die Umstrukturierung der Verkehrspolizei zur Autobahnpolizei und ein Stellenabbau beim Innenministerium, der Polizeiinspektionen und der Bereitschaftspolizei.
Mit Wirkung zum 1. Juni 2012 genehmigte der Landtag die Reformpläne, in dessen Folge alle Eckpunkte umgesetzt wurden, jedoch mit wenig positiven Resultaten. Aus diesem Grund erfolgte mit dem Regierungswechsel 2014 eine Evaluierung der Polizeistruktur unter Einbeziehung des Landeskriminalamtes Thüringen und einer Expertenkommission der Universität Erfurt. Am 23. Oktober 2015 veröffentlichte die Kommission ihre Ergebnisse mit dem Schluss, dass die Ziele der Polizeistrukturreform lediglich zum Teil erreicht wurden. Insgesamt gab es 64 verbesserungswürdige Punkte. Zu den wichtigsten Vorschlägen gehörten:
- mehr Aufgaben auf die Landespolizeiinspektionen verlegen und deren Zahl auf vier reduzieren,
- die Autobahnpolizeiinspektion als Sonderpolizeibehörde auflösen und in die Landespolizeiinspektionen integrieren,
- Stellenabbau stoppen und mehr Polizisten in den Dienst der Polizei stellen,
- Polizeiinspektionen und Polizeistationen hinsichtlich der Anzahl auf den Prüfstand stellen.

Nach den Vorfällen rund um den nationalsozialistischen Untergrund (NSU) begannen 2012 Reformen um das Landesamt für Verfassungsschutz. Ziel sollte es sein, eine lückenlose Aufklärung der Taten zu gewährleisten und etwaige damalig begangene Fehler auszuräumen.
Mitte 2013 erfolgte ein weiterer Stellenabbau innerhalb der Thüringer Polizei, bei dem von 7000 Planstellen rund 850 abgebaut werden sollten um Geld zu sparen, was Glücklicherweise nur teilweise gelang.
In Folge von Terroranschlägen unternahm ab 2016 auch die Thüringer Landesregierung Anstrengungen zur Aufrüstung der Polizei u. a. mit neuen ballistischen Schutzwesten und Schutzhelmen, neuer olivgrüner Einsatzuniformen, Elektroimpulswaffen, neuer Sturmgewehre für das Sondereinsatzkommando und der Anschaffung eines neuen Helikopter für die Hubschrauberstaffel.
2020 steigerten sich die Investitionen in die Polizei mit dem Austausch von 161 alten Opel Corsa und Mercedes E-Klassen und dem Erwerb weiterer neuer Streifenwagen für den Streifen- und Verkehrsdienst.
Seit Februar 2020 gibt es in der Landespolizeidirektion eine Gesundheitsmanagerin, die dafür sorgen soll, dass „die gesundheitlichen Belastungen der Polizistinnen und Polizisten reduziert und ihr Wohlbefinden am Arbeitsplatz verbessert wird“.

### Die Thüringer Polizei heute
Anfang August 2023 wurden Missbrauchsvorwürfe am Bildungszentrum der Polizei in Meiningen bekannt. Im Fokus der Ermittlungen stehen mehrere Polizeianwärter und zwei ehemalige Beamte, die sich der Körperverletzung, Beleidigung, Nachstellung und versuchter sexueller Nötigung schuldig gemacht haben sollen.
Am 4. August berichteten mehrere Medien übereinstimmend von Problemen mit den Waffenbehältern in den Fahrzeugen, welche im Zuge der Neuanschaffung von SCAR-SC-Gewehren nicht mehr passten und für mehrere tausend Euro ausgetauscht werden müssten.
Einen Tag später stellte die Thüringer Allgemeine im Vergleich mit anderen Länderpolizeien fest, dass Thüringen die ältesten Hubschrauber fliege und es vermehrt Probleme bei der Ersatzteilbeschaffung gebe.
Nach den Vorwürfen im Bildungszentrum gab das Innenministerium am 10. August bekannt, dass Jürgen Loyen zum 1. Oktober 2023 neuer Leiter des Bildungszentrums werde.

### Bedeutende Fälle (Auswahl)
- Faschingszeit 1984: Eine Weimarerin fand einen Frauenkopf im Uferbereich der Ilm. Aufgrund der Lebensweise der Toten kam die damalige Thüringer Volkspolizei schnell auf einen mehrfach vorbestraften Alkoholiker, welcher in Weimar festgenommen wurde.
- Am 27. November 1997 kam es in der ehemaligen Villa „Haus Hohe Pappeln“ von Henry van de Velde in Weimar zu einer Schießerei unter drei Männern, bei dem zwei von ihnen ums Leben kamen und einer schwerstverletzt überlebte.
- Am 27. Juni 1999, einem Sonntagabend zwischen 22 und 23 Uhr, erschossen Beamte einen Wanderer in einem Gasthof in Heldrungen irrtümlich, da davon auszugehen war, dass es der Täter Dieter Zurwehme gewesen sein sollte.
- 26. April 2002: Amoklauf am Gutenberg-Gymnasium in Erfurt, begangen durch Robert Steinhäuser mit insgesamt 16 Toten, darunter der Polizeihauptmeister Andreas Gorski
- Januar 2007: Auffindung von mehreren toten Babys in Thörey im Ilm-Kreis. Verdächtigt wurde eine 21-jährige Gymnasiastin aus Erfurt, welche später gestand alle drei Babys im Zeitraum von fünf Jahren umgebracht zu haben. Sie wurde daraufhin vom Landgericht Erfurt mit Tatbestand des dreifachen Totschlages zu neun Jahren Haft verurteilt.
- 25. Juni 2011: In Zella-Mehlis finden Wanderer die Leiche der 7-jährigen Marie Jane. Die Thüringer Polizei kam dem Täter Tino L. innerhalb von 2 Wochen durch eine großangelegte DNA-Probe aller Männer in Zella-Mehlis auf die Spur. Das Landgericht Meiningen verurteilte Tino L. am 21. Dezember 2011 zu lebenslanger Haft.
- 30. März 2013: In der Justizvollzugsanstalt Goldlauter kam es zu einer Geiselnahme, bei der ein 52-jähriger Häftling eine Justizbeamtin als Geisel nahm. Nach einigen Stunden konnte der Einsatz ohne Verletzte beendet werden.[23]
- 2. Juli 2016: Ein Pilzsammler findet in einem Waldstück bei Rodacherbrunn im Saale-Orla-Kreis Überreste der seit 15 Jahren verschwundenen Peggy Knobloch aus Lichtenberg. Die Ermittlungen wurden schließlich durch die Staatsanwaltschaft am 22. Oktober 2020 eingestellt und der Fall ergebnislos geschlossen.

## Auftrag

### Aufgaben
Auftrag ist die Gewährleistung der öffentlichen Sicherheit und Ordnung. Als Strafverfolgungsbehörde geht sie gegen ordnungswidrige und strafbare Handlungen vor, ermittelt Täter und analysiert Tatmuster. Eine weitere Aufgabe ist die Gefahrenabwehr im Bereich der inneren Sicherheit, das heißt, die Verhütung oder Unterbindung von rechtswidrigen Handlungen jeder Art. Im Rahmen der Verkehrsüberwachung regelt sie Verkehrsströme und hat eine tragende Rolle in der Notfallhilfe (Notruf). Ferner sorgt die Polizei in enger Kooperation mit Behörden für die Verbrechensprävention, um bereits im Vorfeld mögliche Straftaten zu erkennen und zu verhindern.

### Rechtsgrundlagen
Für den Bereich der Gefahrenabwehr ergeben sich Aufgaben und Eingriffsbefugnisse der Thüringer Polizei aus dem Polizeigesetz des Freistaats Thüringen, dem Thüringer Gesetz über Aufgaben und Befugnisse der Polizei (PAG) und dem Ordnungsbehördengesetz (OBG).
Die Ermächtigung für das Einschreiten zur Strafverfolgung ergibt sich aus der § 163 Strafprozessordnung sowie für Ordnungswidrigkeiten selbige Norm mit § 46 Ordnungswidrigkeitengesetz.

## Organisation
Die Thüringer Polizei untersteht dem Thüringer Ministerium für Inneres und Kommunales in Erfurt. Das Ministerium ist mit der Abteilung „öffentliche Sicherheit“ die oberste Dienstbehörde der Polizei im Freistaat Thüringen. Ihr sind die Landespolizeidirektion (LPD) in Erfurt, das Landeskriminalamt Thüringen (LKA) in Erfurt und die Bildungseinrichtungen der Thüringer Fachhochschule für öffentliche Verwaltung sowie das Bildungszentrum der Thüringer Polizei (BZThPol) in Meiningen direkt unterstellt.
Als Mittelbehörde und zentrale Führungs-, Einsatz- und Verwaltungsbehörde der Thüringer Polizei ist die Landespolizeidirektion (LPD) in Erfurt für die Mehrheit der administrativen Aufgaben innerhalb der Thüringer Landespolizei zuständig. Ihr sind sieben Landespolizeiinspektionen (LPIs), eine Autobahnpolizeiinspektion (API) und die Bereitschaftspolizei (BPTh) mit Sitz in Erfurt und Rudolstadt nachgeordnet.

### Dienststellenstruktur
Derzeit unterhält die Thüringer Polizei, mit allen der Landespolizeidirektion Erfurt unterstellten Polizeibehörden, insgesamt 53 Standorte in ganz Thüringen. Die der Direktion nachgeordneten Landespolizeiinspektionen (LPI) haben in jedem Landkreis und den kreisfreien Städten eine Polizeiinspektion (PI), denen wiederum Polizeistationen (PS) oder Kriminalpolizeistationen (KPS) untergeordnet sind. Zusätzlich hat jede Landespolizeiinspektion eine Kriminalpolizeiinspektion (KPI), welcher auch Kriminalpolizeistationen nachgeordnet sein können.
Neben den Landespolizeiinspektionen und deren untergeordneten Stellen gibt es eine Autobahnpolizeiinspektion (API) mit Sitz in Schleifreisen am Hermsdorfer Kreuz. Ihr sind drei Autobahnpolizeistationen (AS) mit Sitz in Nordhausen (Nord), Waltershausen (West) sowie Zella-Mehlis (Süd) unterstellt. Für geschlossene Einsätze untersteht der Landespolizeidirektion ebenfalls die Bereitschaftspolizei (BPTh) mit Sitz in Erfurt und Rudolstadt. In Erfurt sind auch die Polizeihubschrauberstaffel, der Polizeiärztliche Dienst (PÄD), das Polizeimusikkorps (PMK) und seit Februar 2020 eine polizeiliche Gesundheitsmanagerin angegliedert.

### Landeskriminalamt

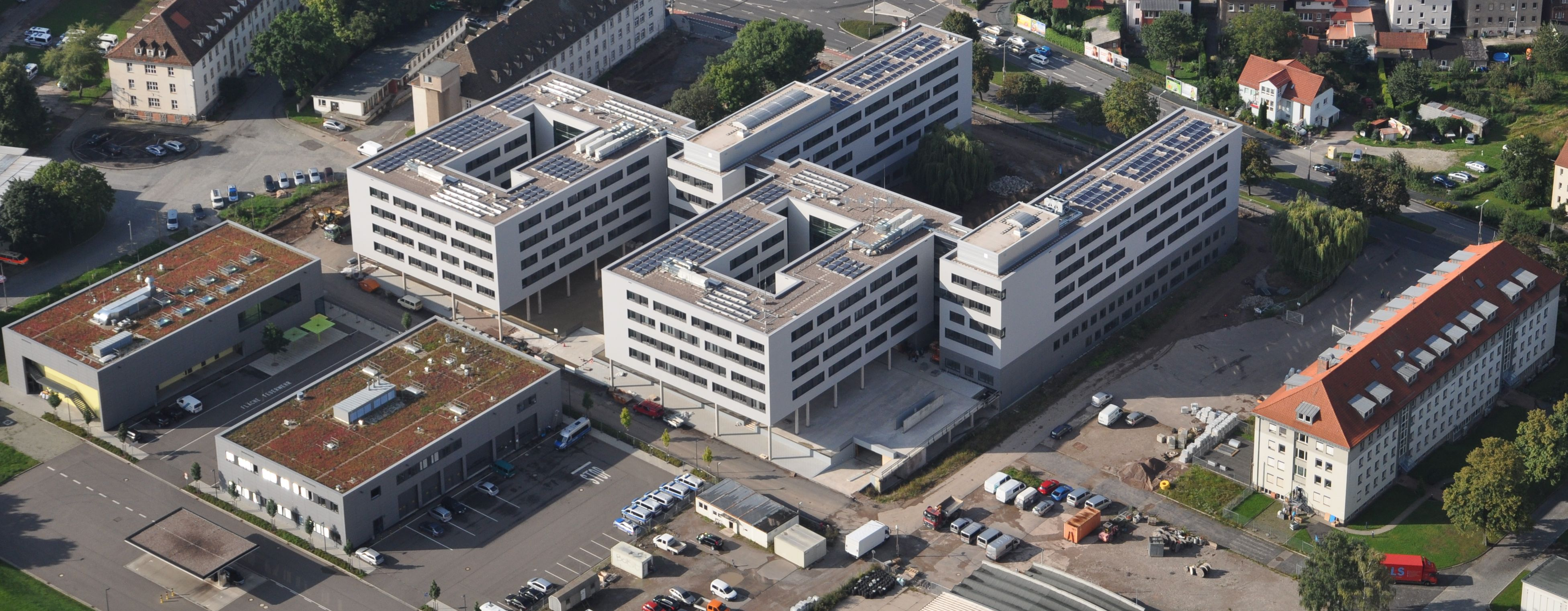
Luftaufnahme des LKA in Erfurt

Das Landeskriminalamt Thüringen hat sich aus kleinsten Anfängen zu einer modernen und leistungsfähigen Zentralstelle des Landes in der Kriminalitätsbekämpfung entwickelt. Gegründet im Februar 1991, nahm sie im Juli 1991 ihre Arbeit offiziell auf. Heute gliedert sich das Landeskriminalamt in sechs Abteilungen mit zurzeit 24 Dezernaten und über 550 Bediensteten.
Das Thüringer Landeskriminalamt ist die zentrale Dienststelle der Thüringer Polizei für kriminalpolizeiliche Aufgaben. Als solche hat sie insbesondere kriminaltechnische und erkennungsdienstliche Untersuchungen durchzuführen und Gutachten zu erstellen, die Kriminalitätsbekämpfung zu koordinieren und die für die Kriminalitätsbekämpfung bedeutsamen Daten zu sammeln und auszuwerten. Es ist befugt, mit Zustimmung des Thüringer Innenministeriums Verwaltungsvorschriften zu erlassen.
Weitere Aufgaben und Zuständigkeiten des Landeskriminalamtes ergeben sich unter anderem aus der Thüringer Richtlinie zur Durchführung des Polizeiorganisationsgesetzes (RLPOG). Durch Rechtsverordnung des Thüringer Innenministeriums wurde dem Landeskriminalamt zudem die Fachaufsicht über die Thüringer Polizeidienststellen übertragen.

### Bildungszentrum

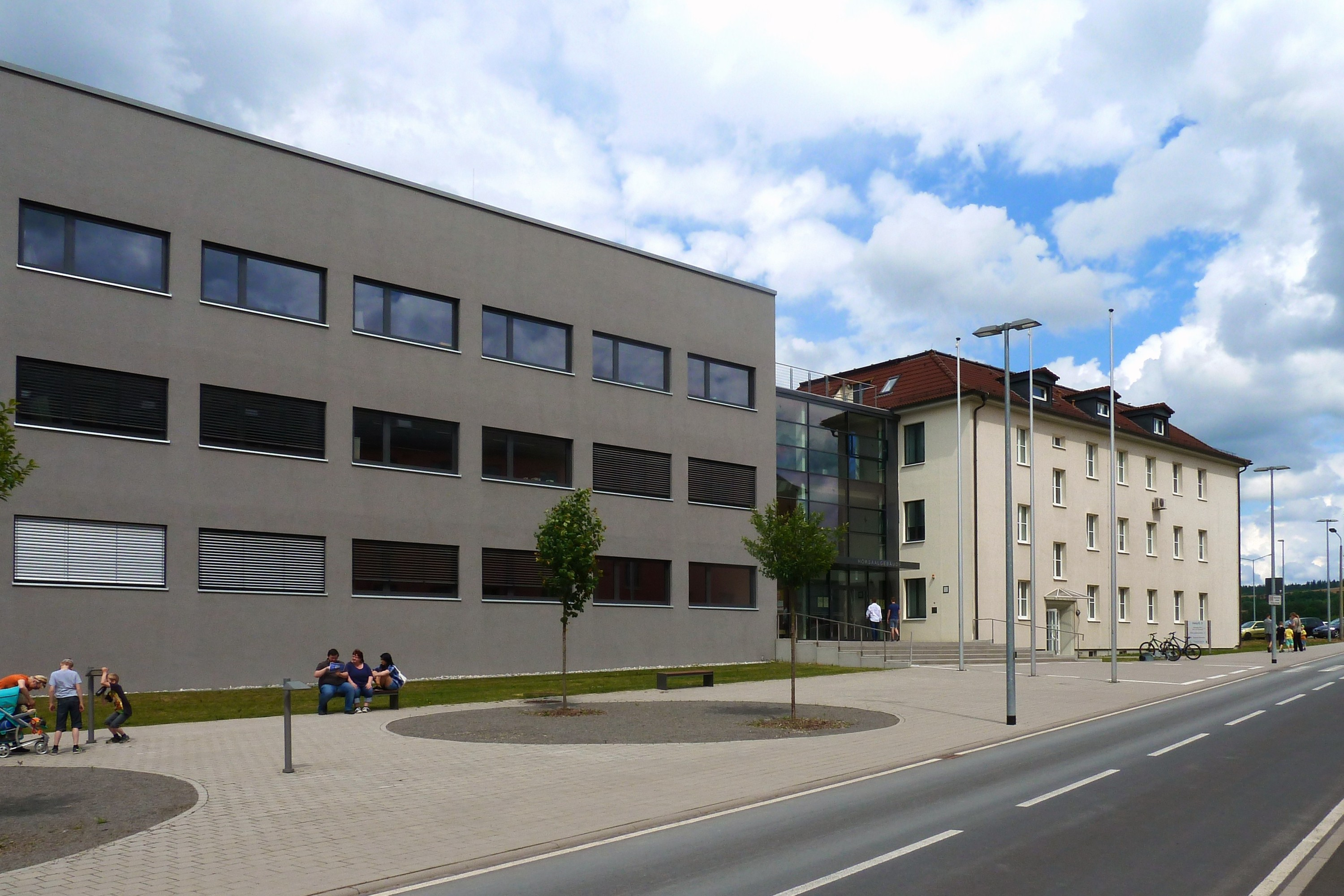
Bildungszentrum der Thüringer Polizei

Das Bildungszentrum der Thüringer Polizei (BZThPol) ist die Aus- und Fortbildungseinrichtung der Thüringer Polizei mit Sitz in der südthüringischen Kreisstadt Meiningen. Hier werden die Polizeivollzugsbeamten für die Laufbahn zum mittleren und des gehobenen Polizeivollzugsdienst ausgebildet und ein umfangreiches Fortbildungsprogramm für Polizeivollzugsbeamte aller Laufbahngruppen angeboten.

### Thüringer VFHS – Fachbereich Polizei
In der Liegenschaft des Bildungszentrums der Thüringer Polizei befindet sich der Fachbereich Polizei der Thüringer Fachhochschule für öffentliche Verwaltung. Seit 1994 wird hier das Studium für den gehobenen Polizeidienst angeboten. Einstellung und Studienbeginn ist immer Anfang Oktober eines Jahres.

### Budget
Der Haushaltsplan der Thüringer Polizei für die Jahre weist für das aktuelle Jahr eine Summe von 482,919 Millionen Euro¹ aus.
| Jahr | Budget in Mio. € | Jahr | Budget in Mio. € | Jahr | Budget in Mio. € | Jahr | Budget in Mio. € | Jahr | Budget in Mio. € | Jahr | Budget in Mio. € |
| 1998 | 514,911 (DM)     | 2003 | 304,270          | 2008 | 310,483          | 2013 | 355,688          | 2018 | 387,282          | 2023 | 460,917          |
| 1999 | 531,103 (DM)     | 2004 | 306,349          | 2009 | 311,529          | 2014 | 357,230          | 2019 | 390,502          | 2024 | 482,919 ²        |
| 2000 | 284,516 (DM)     | 2005 | 304,330          | 2010 | 341,088          | 2015 | 371,182          | 2020 | 414,606          | 2025 | -/-              |
| 2001 | 285,353 (DM)     | 2006 | 299,432          | 2011 | 342,409          | 2016 | 358,534          | 2021 | 431,187          | 2026 | -/-              |
| 2002 | 293,606          | 2007 | 301,978          | 2012 | 357,438          | 2017 | 368,285          | 2022 | 448,362          | 2026 | -/-              |

¹ Die jeweilig oben aufgeführten Haushaltsvolumen sind nur die im Haushalt angesetzten Mio. Euro für das jeweilige Haushaltsjahr.
² Vorläufige Angabe im Haushaltsentwurf

## Ausbildung
Das Bildungszentrum der Thüringer Polizei und die Thüringer Fachhochschule für öffentliche Verwaltung – Fachbereich Polizei bilden in Thüringen alle Polizeibeamten des mittleren und gehobenen Dienstes aus. Die Ausbildungskapazität liegt derzeit bei 300 Polizeianwärtern, längerfristig ist eine Erweiterung der Kapazitäten geplant, wodurch mehr als 300 Anwärter ausgebildet werden können.

### Anforderungen und Zugangsvoraussetzungen
Um in den Polizeidienst des Freistaates eingestellt zu werden, sind sogenannte Einstellungsvoraussetzungen von den Bewerbern zu erfüllen. Diese gliedern sich in Allgemeine, Gesundheitliche und Schulische Voraussetzungen:

#### Voraussetzungen
Neben den allgemeinen Voraussetzungen für eine Beamtenlaufbahn in Deutschland fordert die Thüringer Polizei laut Thüringer Verordnung über die Ausbildung und Prüfung im mittleren und gehobenen Polizeivollzugsdienst (ThürAPOPVD) ein Maximalalter bis 35 Jahre, eine minimale Körpergröße von 1,60 m, eine geeignete Gesamtpersönlichkeit, die bestandene ärztliche Untersuchung, den bestandenen Eignungstest, sowie eine gewisse körperliche Fitness und Gesundheit.
Als gesundheitliche Mindestanforderungen werden gesunde Sehorgane (mind. 30 bis 50 % Sehleistung ohne Brille/Linse), ein gepflegtes Gebiss, ein belastbares Herz-Kreislauf-System sowie der Ausschluss einiger Krankheiten und Sprachbehinderungen vorausgesetzt.
Als schulische Voraussetzungen müssen Beamtenanwärter mindestens den Hauptschulabschluss mit mindestens zweijährig abgeschlossener Ausbildung, den Realschulabschluss oder das Abitur vorweisen können.

### Mittlerer Polizeivollzugsdienst
Die Ausbildung erfolgt am Bildungszentrum der Thüringer Polizei in Meiningen und dauert zwei Jahre. Zu Beginn der Ausbildung wird jeder angenommene Bewerber auf die neue Rolle als Polizeibeamter in einem zweiwöchigen Einführungsseminar vorbereitet.
Im ersten Ausbildungsjahr erfolgt grundsätzlich die Ausbildung der theoretischen Grundlagen, welcher in verschiedenen Unterrichtsfächern den sogenannten Grundkurs bildet und so wesentliche Basiskenntnisse für den späteren Beruf vermittelt. Dazwischen lockern zweiwöchiger Praxisunterricht (Erste-Hilfe-Seminar, Verhaltenstraining etc.) den Grundkurs auf. Danach knüpfen die Leitthemen (LT) unmittelbar an den zuvor erlernten Grundstoff an und vertiefen diese. Zusätzlich werden beide Ausbildungsjahre durch Training bzw. Unterricht in Sport, Nichtschießen/Schießen und Eingriffstechniken begleitet.
Zusätzlich erfolgt im zweiten Ausbildungsjahr ein achtwöchiges Praktikum in einer Polizeidienststelle und die Absolvierung der Abschlussprüfung. Nach bestandener Prüfung erhält der Auszubildende den Berufsstatus des Polizeimeisters.

### Gehobener Polizeivollzugsdienst
Die Ausbildung am Fachbereich Polizei besteht für Direktbewerber aus einem dreijährigen BA-Studium. Praxisaufsteiger studieren in einem zweijährigen BA-Studiengang. Das Studium umfasst auch hier fachwissenschaftliche und fachpraktische Studienzeiten. Grundlage ist die Thüringer Ausbildungs- und Prüfungsordnung für den gehobenen Polizeivollzugsdienst (ThürAPOPolgD). Das Studium schließt hier mit dem Grad Bachelor of Arts (B.A.) ab.

## Ausrüstung

Neues Hoheitsabzeichen der Thüringer Polizei seit 2020

### Uniform
Die grüne Polizeiuniform der Thüringer Polizei wurde mit der Neugründung der Polizei in Thüringen im Jahr 1990 eingeführt. Diese hielt sich bis ins Jahr 2008, als beschlossen wurde, in der Thüringer Polizei ab 1. Juli 2009 eine neue blaue Dienstkleidung nach dem Vorbild der Uniform der hessischen Polizei einzuführen.
Im August 2018 reformierte der damalige Innenminister des Freistaats erneut die Uniform, wobei die Uniformen hessischen Vorbildes gegen die der Länder Niedersachsen und Schleswig-Holstein ausgetauscht wurde. Der Wechsel war eine Reaktion auf die bisherigen Lieferengpässe der alten Uniformen. Die alten Uniformen nach hessischem Vorbild werden seither sukzessiv gegen die des sog. „Hamburger Modells“ ausgetauscht.

#### Body-Cams
Erste Versuche zur Einführung von Body-Cams wurden am 31. März 2017 mit der Übergabe von 18 Geräten an 40 Beamtinnen und Beamte der Polizeiinspektionen Sonneberg, Gotha und Erfurt-Nord unternommen, die diese ein halbes Jahr lang im Einsatz testen sollten. Die Testphase endete am 31. August 2017. Es folgte ein Antrag der Thüringer CDU auf sofortige Ausstattung aller Beamtinnen und Beamten bis 2019, den der Thüringer Landtag aufgrund fehlender abschließender Ergebnisse ablehnte. Im Januar 2022 einigte sich der Landtag auf die Einführung von Body-Cams, genauere Informationen wurden erst im Winter 2022 öffentlich. Am 26. Dezember 2022 teilte das Thüringer Innenministerium mit, dass die Einführung von Body-Cams bei der Polizei frühestens 2025 realisierbar sei. Grund dafür ist die Vorgabe des Thüringer Landtags, dass sich die Body-Cams automatisch einschalten sollen, wenn die Dienstwaffe aus dem Holster gezogen wird. Auf dem Markt war eine solche Technik zu diesem Zeitpunkt jedoch nicht verfügbar. Nach einer Ausschreibung im Jahr 2023 wurden bereits im August 2024 die ersten Bodycams von Motorola an die Erfurter Polizistinnen und Polizisten ausgeliefert. Der US-amerikanische Hersteller gab im August 2024 bekannt, dass die Thüringer Polizei bis zu 1.211 Bodycams des Typs VB400 samt Software und benötigten Holstersensoren bekomme.

### Fahrzeuge
Der Fuhrpark der Thüringer Polizei umfasst rund 1400 Fahrzeuge in verschiedenen Varianten. Dazu gehören u. a. PKW, LKW, Motorräder, Transporter, Hubschrauber sowie Boote und Motorschlitten bzw. Quads.

#### Streifen-/Autobahn-/Kriminal- und Zivilwagen
Den Kräften des Streifendienstes, der Autobahn- und Kriminalpolizei sowie zivilen Einheiten stehen folgende Fahrzeugmodelle zur Verfügung:
- Mercedes-Benz: Vito (Facelift), E-Klasse, A-Klasse, V-Klasse
- Volkswagen: T5, T6, Touran I, Touran II, Tiguan, Passat B7, Caddy, Sharan, Amarok, Passat B8
- Opel: Zafira Tourer
- Skoda: Octavia, Superb
- Audi: A3, A6
- BMW: R 1250 RT, X5
- Ford: S-Max

#### Bereitschaftspolizei
Der Bereitschaftspolizei stehen Fahrzeuge folgender Marken zur Verfügung:
- Mercedes-Benz: Vito, Sprinter (2000—heute), Vario, WaWe 100000, SK, Atego
- Land Rover: Discovery, Freelander
- BMW: 5er, X5, Crafter
- Fiat: Ducato
- Ford: Transit
- Opel: Vivaro
- MAN: TGM, LE
- Andere: Sonderwagen

Zur Ausstattung der Thüringer Polizei gehören neben den Einsatzfahrzeugen, auch zwei Boote für die Saale-Stauseen sowie ein Motorschlitten und ein Quad, welche im Thüringer Wald ihren Einsatz finden.
Zur besseren Sichtbarkeit wird seit 2015 auf eine noch bessere Farbgebung mit zusätzlichen neongelben Farbaktzenten gesetzt.
Neue Polizeifahrzeuge werden nicht mehr mit Kennzeichen in der Form EF-XXXX(X) oder EF-TP XXXX (für „Thüringer Polizei“) versehen. Dies geschah im Zuge des Wegfalls der Behördenkennzeichen auf kommunaler Ebene im Jahr 2007. Seit 2011 werden in Thüringen Polizeikennzeichen in der Form EF-LP XXXX (für „Landespolizei“) zentral vergeben. Eine Zuordnung nach Polizeidirektion ist nicht mehr erkennbar.

### Luftfahrzeuge
Als Luftfahrzeuge für die Thüringer Polizei kommen zwei Polizeihubschrauber vom Typ EC 145 zum Einsatz. Die Polizeihubschrauber hören auf den Funkrufnamen „Habicht“. In den nächsten Jahren ist die Anschaffung von zwei neuen Polizeihubschraubern in Zusammenarbeit mit den Ländern Brandenburg und Hamburg geplant.

### Digitaler Einsatzfunk

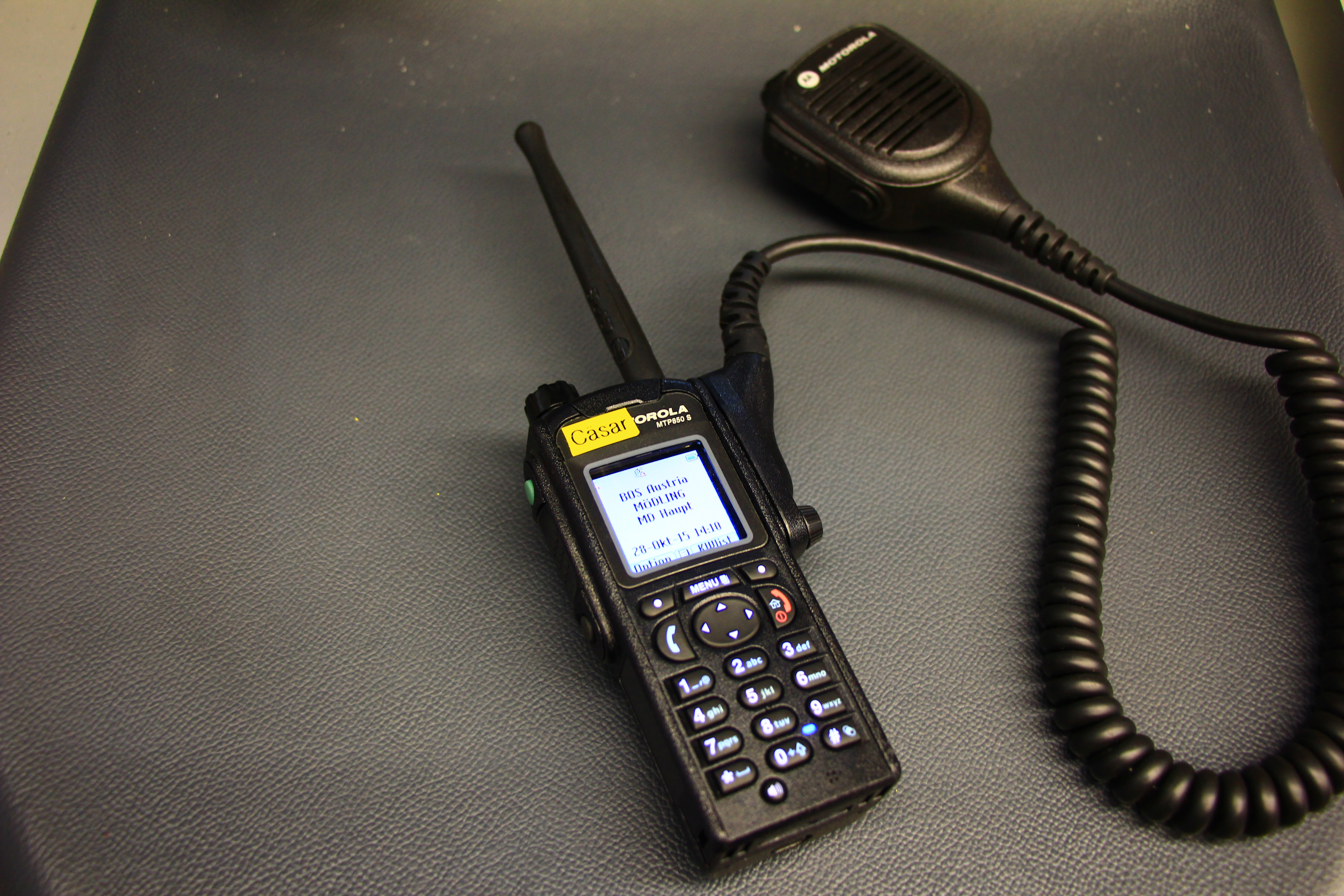
Beispiel eines Motorola MTP 850

Seit 2014 ist die Nutzung des digitalen Einsatzfunks bei der Thüringer Polizei Standard.
Der erste Probebetrieb fand im Netzabschnitt 15 statt und enthielt die LPI-Bereiche Erfurt, Jena und Gera, welche im März 2013 in den Wirkbetrieb übernommen wurden. Währenddessen befand sich der Netzabschnitt 16 mit den LPI-Bereichen Nordhausen, Saalfeld und teile der LPI Gotha bereits im Probebetrieb, im April 2013 erfolgt die Integration des LPI-Bereiches Suhl und des restlichen Teils von Gotha in das System, wobei letztere erst ab Juni 2013 im Probebetrieb arbeiteten. Seit Ende 2014 arbeiten alle Teile der Thüringer Polizei mit dem Digitalfunk.
Für den Betrieb und Durchführung des Digitalfunk bei der Thüringer Polizei werden Handfunkgeräte der Marke Motorola Typ MTP850 FuG und MTP 6650 FuG, in den Einsatzfahrzeugen werden Geräte des Typs MTM 800 FuG verwendet.

### Projekt „SmArTH“
Im Jahr 2021 gab Innenminister Georg Maier, zusammen mit Führungskräften der Thüringer Polizei, den Startschuss für das Projekt „SmArTH“. SmArTH (Sicheres mobiles Arbeiten der Thüringer Polizei) soll den Beamten und Beamtinnen in Thüringen die Datenerfassung und Einsatzfallbearbeitung mittels mobilen Endgeräten im Dienst ermöglichen.
Im Rahmen einer Testphase wurden an die Landespolizeiinspektion Saalfeld 344 Smartphones und 59 Tablets der Firma Apple übergeben, welche zunächst ihren Einsatz im Streifen-, aber auch im Ermittlungsdienst oder der Kriminalpolizeiinspektion hatten. Getestet wurden hierbei verschiedene Apps wie die mobile Sachbearbeitung (mSB), das mobile Auskunfts- und Recherchesystem (mARS), die mobile Fotoapp (mFoto) sowie der Messenger-Dienst Teamwire.
Im Herbst 2022 wurde das Pilotprojekt erfolgreich abgeschlossen und bis Ende Januar 2023 wurden alle restlichen Dienststellen im Freistaat mit mobilen Endgeräten ausgestattet werden, wobei bis zu 1460 weitere Endgeräte ausgegeben wurden.

### Dienstwaffen und andere Mittel
Die Polizei des Freistaates Thüringen unterhält rund 5600 Dienstpistolen vom Typ Heckler & Koch P10 (Stand 2011).
Neben den Dienstpistolen und Sturmgewehren SCAR-SC von FN Herstal werden bei der Bereitschaftspolizei und in der Beweissicherungs- und Festnahmeeinheit (BFE) vereinzelt weitere Schusswaffen, wie die Sturmgewehre G3, Maschinengewehre oder Präzisionsgewehre eingesetzt. Weiterhin werden durch die Thüringer Polizei mehrere Mehrzweckpistolen Typ 1 vorgehalten.
Zur weiteren Ausrüstung der Beamten gehören u. a. auch Reizstoffsprühgeräte und Schlagstöcke, daneben stehen mehrere Tausend ballistische Schutzwesten und Schutzhelme zur Verfügung.
Im Jahr 2026 ist die Ausrüstung neuer Pistolen als Standardbewaffnung bei der Thüringer Polizei vorgesehen.
Hinweis: Dienstausrüstung (Waffen, Schutzgeräte etc.) von SEK und MEK Thüringen sind hier, zum Schutze der Institutionen, nicht inbegriffen.

## Polizeiliche Kriminalstatistik
Die Aufklärungsquote betrug für das Jahr 2023 61,9 %.
Aufklärungsquote und Fallzahlen aus Thüringen seit dem Jahr 2000:
| Jahr | Fallzahl | Änderung zum Vorjahr | aufgeklärt      |
| 2023 | 150.457  | +14.546 (10,7 %)     | 93.089 (61,9 %) |
| 2022 | 135.911  | +5.500 (+4,2 %)      | 85.890 (63,2 %) |
| 2021 | 130.411  | -11.522 (-8,1 %)     | 83.190 (63,8 %) |
| 2020 | 141.933  | +12.632 (+9,8 %)     | 90.193 (63,5 %) |
| 2019 | 129.301  | -13.857 (-9,7 %)     | 79.046 (61,1 %) |
| 2018 | 143.158  | −79 (−0,1 %)         | 94.688 (66,1 %) |

| Jahr | Fallzahl | Änderung zum Vorjahr | aufgeklärt      |
| 2017 | 143.237  | −5.989 (−4,0 %)      | 92.330 (64,5 %) |
| 2016 | 149.226  | +8.986 (+6,4 %)      | 95.199 (63,8 %) |
| 2015 | 140.240  | −1.820 (−1,3 %)      | 90.168 (64,3 %) |
| 2014 | 142.060  | −250 (−0,2 %)        | 90.778 (63,9 %) |
| 2013 | 142.310  | +2.223 (+1,6 &)      | 91.858 (64,5 %) |
| 2012 | 140.087  | +3.132 (+2,3 %)      | 90.121 (64,3 %) |

| Jahr | Fallzahl | Änderung zum Vorjahr | aufgeklärt      |
| 2011 | 136.955  | −1.094 (−0,8 %)      | 89.175 (65,1 %) |
| 2010 | 138.049  | −632 (−0,5 %)        | 90.083 (65,3 %) |
| 2009 | 138.681  | −3.939 (−2,8 %)      | 90.346 (65,1 %) |
| 2008 | 142.620  | −4.498 (−3,1 %)      | 91.980 (64,5 %) |
| 2007 | 147.118  | −2.959 (−2,0 %)      | 94.378 (64,2 %) |
| 2006 | 150.077  | −2.309 (−1,5 %)      | 96.204 (64,1 %) |

| Jahr | Fallzahl | Änderung zum Vorjahr | aufgeklärt       |
| 2005 | 152.386  | −11.890 (−7,2 %)     | 97.068 (63,7 %)  |
| 2004 | 164.276  | −1.180 (−0,7 %)      | 102.250 (62,2 %) |
| 2003 | 165.456  | −665 (−0,4 %)        | 100.606 (60,8 %) |
| 2002 | 166.121  | +5.410 (+3,4 %)      | 99.046 (59,6 %)  |
| 2001 | 160.711  | +4.768 (+3,1 %)      | 95.688 (59,5 %)  |
| 2000 | 155.943  | −5.185 (−3,2 %)      | 93.720 (60,1 %)  |

## Kritik
Die Thüringer Polizei wird seit Jahren stark kritisiert, da es immer wieder zu Fehlermittlungen und Pannen gekommen war. Insbesondere in den Fällen des Nationalsozialistischen Untergrundes und im Fall Peggy Knobloch wurde die Thüringer Polizei für Ermittlungspannen verantwortlich gemacht. Ebenfalls Kritik gibt es immer wieder wegen Fehlentscheidungen oder Problemen mit der Ausstattung und Ausrüstung der Thüringer Polizei.